# Trimetilamina deshidrogenasa
La trimetilamina deshidrogenasa (EC 1.5.8.2) es una enzima que cataliza la siguiente reacción química:
Por lo tanto los tres sustratos d esta enzima son trimetilamina, agua y una flavoproteína transportadora de electrones; mientras que sus tres productos son dimetilamina, formaldehído, y la flavoproteína transportadora de electrones reducida.

## Clasificación
Esta enzima pertenece a la familia de las oxidorreductasas, específicamente a aquellas que actúan sobre grupos CH-NH como dadores de electrones, utilizando una flavina como aceptor.

## Nomenclatura
El nombre sistemático para esta clase de enzimas es trimetilamina:flavoproteína-transportadora-de-electrones oxidorreductasa (desmetilante).

## Estructura y función
La enzima también puede utilizar un cierto número de derivados alquilsustituídos de la trimetilamina como dadores de electrones; la fenazina metosulfato y el 2,6-dicloroindofenol pueden actuar como aceptores de electrones. La enzima contiene FAD y un clúster [4Fe-4S]. Esta enzima participa en el metabolismo del metano.